# برايان هورويتز
برايان هورويتز (بالإنجليزية: Brian Hurwitz)‏ هو طبيب بريطاني، ولد في 12 ديسمبر 1951.